# Tamara Alioșina-Alexandrova
Tamara Alioșina-Alexandrova (n. 19 iunie 1928, Harkov, Ucraina — d. 24 decembrie 1996, Chișinău, Republica Moldova) a fost o cântăreață de operă (mezzosoprană) de origine ucraineană din Republica Moldova.
A studiat între anii 1953–1958 la Conservatorul de Stat din Harkov, în clasa profesorului E. Petrova. A început să lucreze la Teatrul de Operă și Balet din Chișinău în anul 1958.
Printre rolurile interpretate se numără:
- Mireasa țarului de N. Rimski-Korsakov (Liubașa)
- Evgheni Oneghin (Olga, Dădaca și Larina)
- Dama de pică (Contesa și Polina)
- Vrăjitoarea de P.I. Ceaikovski (Kneaghina)
- Carmen de G. Bizet (Carmen)
- Aida și Trubadurul de G. Verdi (Amneris, Azucena)
- Norma de V. Bellini (Adalgisa)
- Grozovan (Roxanda)
- Aurelia de D. Herschfeld (Paraschiva)
- Eroica baladă de A. Stârcea (Olga)
- Casa mare de M. Kopîtman (Vasiluța)

A participat la numeroase turnee internaționale și a predat canto la Institutul de Arte „Gavriil Musicescu” din Chișinău (acum Academia de Muzică, Teatru și Arte Plastice). A fost premiată cu distincțiile Artistă a Poporului din RSSM. (1967), Artistă a Poporului din URSS (1976) și ordinul Insigna de Onoare.

## Premii și distincții
- Artistă a Poporului din RSSM (1967)[4]
- Artistă a Poporului din URSS (1976)[4]
- Ordinul Insigna de Onoare[4]